# Silio (nome)
Silio  è un nome proprio di persona italiano maschile.

## Varianti
- Maschili: Silo[3]
- Femminili: Silia[2][3], Sila[3]

## Origine e diffusione
Nome di matrice classica, riportato in voga dai tempi romani durante il Rinascimento; oggi gode di scarsa diffusione, ed è attestato soprattutto in Toscana. Deriva dal latino Silius, che potrebbe essere nato come supernomen e poi divenuto nome, derivando da silo, indicante una persona dal naso camuso. Il nome Siliano (in latino Silianus) è un suo derivato (in forma di patronimico, cioè "relativo a Silio").
Può inoltre rappresentare la forma abbreviata di altri nomi quali Ausilio, Basilio, Consilio, Ersilio, Marsilio, Tarsilio e via dicendo.

## Onomastico
Il nome è adespota, essendo privo di santo patrono. L'onomastico può essere festeggiato il 1º novembre, per la festa di Ognissanti.

## Persone
- Silio Italico, avvocato, poeta e politico romano

### Variante femminile Silia
- Silia Martini, cestista italiana